# Рава (задар)
Рава (хорв. Rava) — населений пункт у Хорватії, в Задарській жупанії у складі міста Задар.

## Населення
Населення за даними перепису 2011 року становило 117 осіб.
Динаміка чисельності населення поселення:

## Клімат
Середня річна температура становить 15,51 °C, середня максимальна – 26,41 °C, а середня мінімальна – 4,08 °C. Середня річна кількість опадів – 823 мм.
| Клімат поселення                              | Клімат поселення | Клімат поселення | Клімат поселення | Клімат поселення | Клімат поселення | Клімат поселення | Клімат поселення | Клімат поселення | Клімат поселення | Клімат поселення | Клімат поселення | Клімат поселення | Клімат поселення |
| Показник                                      | Січ.             | Лют.             | Бер.             | Квіт.            | Трав.            | Черв.            | Лип.             | Серп.            | Вер.             | Жовт.            | Лист.            | Груд.            |                  |
| Середній максимум, °C                         | 12,41            | 12,20            | 13,51            | 16,83            | 21,89            | 26,09            | 26,41            | 26,18            | 21,77            | 18,77            | 14,82            | 11,63            |                  |
| Середня температура, °C                       | 8,34             | 8,13             | 9,44             | 12,78            | 17,83            | 22,04            | 24,42            | 24,17            | 19,76            | 16,77            | 12,82            | 9,64             |                  |
| Середній мінімум, °C                          | 4,27             | 4,08             | 5,37             | 8,72             | 13,74            | 17,97            | 22,41            | 22,18            | 17,77            | 14,77            | 10,84            | 7,66             |                  |
| Норма опадів, мм                              | 70               | 59               | 62               | 65               | 60               | 51               | 28               | 48               | 93               | 100              | 99               | 88               |                  |
| Середньомісячна швидкість вітру, м/с          | 3.04             | 3.14             | 3.31             | 3.14             | 2.71             | 2.53             | 2.52             | 2.41             | 2.66             | 2.84             | 3.44             | 3.30             |                  |
| Середньомісячна сонячна радіація, кДж/м²·день | 5033             | 7826             | 11525            | 16448            | 20769            | 23067            | 24707            | 21357            | 15716            | 10070            | 5469             | 4306             |                  |
| --------------------------------------------- | ---------------- | ---------------- | ---------------- | ---------------- | ---------------- | ---------------- | ---------------- | ---------------- | ---------------- | ---------------- | ---------------- | ---------------- | ---------------- |
| Джерело:                                      |                  |                  |                  |                  |                  |                  |                  |                  |                  |                  |                  |                  |                  |